# Gaku Shibasaki
Gaku Shibasaki (n. 28 mai 1992) este un fotbalist japonez.

## Statistici
| Japonia | Japonia | Japonia |
| An      | Meciuri | Goluri  |
| ------- | ------- | ------- |
| 2014    | 4       | 1       |
| 2015    |         |         |
| Total   | 4       | 1       |